# 549 Dywizja Grenadierów (III Rzesza)
549 Dywizja Grenadierów (niem. 549. Grenadier-Division) – niemiecka dywizja grenadierów z czasów II wojny światowej, sformowana w regionie Meklemburgia-Pomorze Przednie na mocy rozkazu z 11 lipca 1944, w ramach 29 fali mobilizacyjnej przez IV Okręg Wojskowy. Rozkazem z dnia 9 października 1944 przekształcona w 549 Dywizję Grenadierów Ludowych. 
Podlegała XXVI Korpusowi Armijnemu (3 Armia Pancerna, następnie 4 Armia) z Grupy Armii Środek. Walczyła na Litwie.
Dowódcą dywizji był generał porucznik Karl Jank.

## Struktura organizacyjna
- 1097 pułk grenadierów
- 1098 pułk grenadierów
- 1099 pułk grenadierów
- 1549 pułk artylerii
- 1549 batalion niszczycieli czołgów
- 549 kompania fizylierów
- 1549 batalion inżynieryjny
- 1549 batalion łączności
- 1549 dywizyjne oddziały zaopatrzeniowe